# Lummenfelsen
Lummenfelsen, voluit Lummenfelsen der Insel Helgoland (Duits: Naturschutzgebiet Lummenfelsen der Insel Helgoland, Helgolands: Skittenhörn), is een beschermd natuurgebied gelegen op de westelijke kliffen van het eiland Helgoland in de Noordzee, dat onderdeel is van de deelstaat Sleeswijk-Holstein. De oprichting tot beschermd natuurgebied vond plaats op 8 mei 1964 per verordening (№ 57/1964) in het Wet- en Verordeningsgeschrift van Sleeswijk-Holstein.

## Kenmerken
De Lummenfelsen heeft een oppervlakte van slechts 0,011 km² (1,1 hectare) en bestaat uit vijftig meter hoge bontzandsteenkliffen. Ondanks de kleine afmeting van het beschermde gebied heeft het een zeer hoge dichtheid aan broedvogels. Lummenfelsen is daarnaast ook het enige gebied in de Duitse Bocht waar klifbroedende vogels aangetroffen kunnen worden. Samen met de omringende wateren van de Helgoländer Felssockel en de duinen en stranden van Düne is het gebied ondergebracht onder Natura 2000-gebied "Helgoland met Helgoländer Felssockel" en valt onder de Habitatrichtlijn.

## Broedvogels
De volgende vijf klifbroedende soorten worden aangetroffen op de Lummenfelsen:
- De zeekoet (Uria aalge) is een bijzonder talrijke en karakteristieke soort voor Helgoland die sinds mensenheugenis op de Lummenfelsen broedt. In de winter verschijnen de eerste zeekoeten in de wateren rondom Helgoland en vanaf midden april bezetten ze de broedplaatsen op de kliffen. De vrouwtjes leggen één ei op de smalle richels van de rotswanden. Na een incubatieperiode van 30 dagen kruipen de kuikens uit het ei. Deze worden gedurende 20 à 25 dagen op de rotswanden door hun ouders gevoed met kleine visjes. Als de jongen nog in donskleed zijn en niet goed kunnen vliegen springen ze van de kliffen de zee in. Dit schouwspel kan van begin juni tot aan juli in de avondschemering worden waargenomen. In 1993 broedden er op de Lummenfelsen circa 2.500 paartjes.[2]
- De drieteenmeeuw (Rissa tridactyla) is een zeer talrijke soort die zijn nest op de richels van de Lummenfelsen bouwt. De nesten worden bekleed met kelp, algen en grashalmen. De jongen blijven op de kliffen tot ze vliegvlug zijn geworden in midden tot eind augustus. Drieteenmeeuwen verlaten Helgoland vanaf september om de winter op zee door te brengen. In 1993 waren er circa 4.800 broedparen op de Lummenfelsen.[2]
- De alk (Alca torda) broedt in gering aantal op de Lummenfelsen. Ze lijken sterk op de zeekoet, maar het zwart in hun verenkleed is glanzender en de snavel is dikker. In 1993 broedden er acht paartjes op de Lummenfelsen.
- De jan-van-gent (Morus bassanus) is een relatief nieuwe broedvogelsoort voor Helgoland. Het eerste broedgeval vond plaats in 1991, maar tegenwoordig is ook de jan-van-gent een algemene verschijning. De jan-van-genten laten zich van maart tot augustus bekijken vanaf de Klippenrandweg.[2]
- De noordse stormvogel (Fulmarus glacialis) is eveneens een relatief nieuwe verschijning op de Lummenfelsen. Het eerste broedgeval vond plaats in 1972 en is sindsdien toegenomen. In 1993 werden er 30 broedparen vastgesteld.[2]

## Afbeeldingen

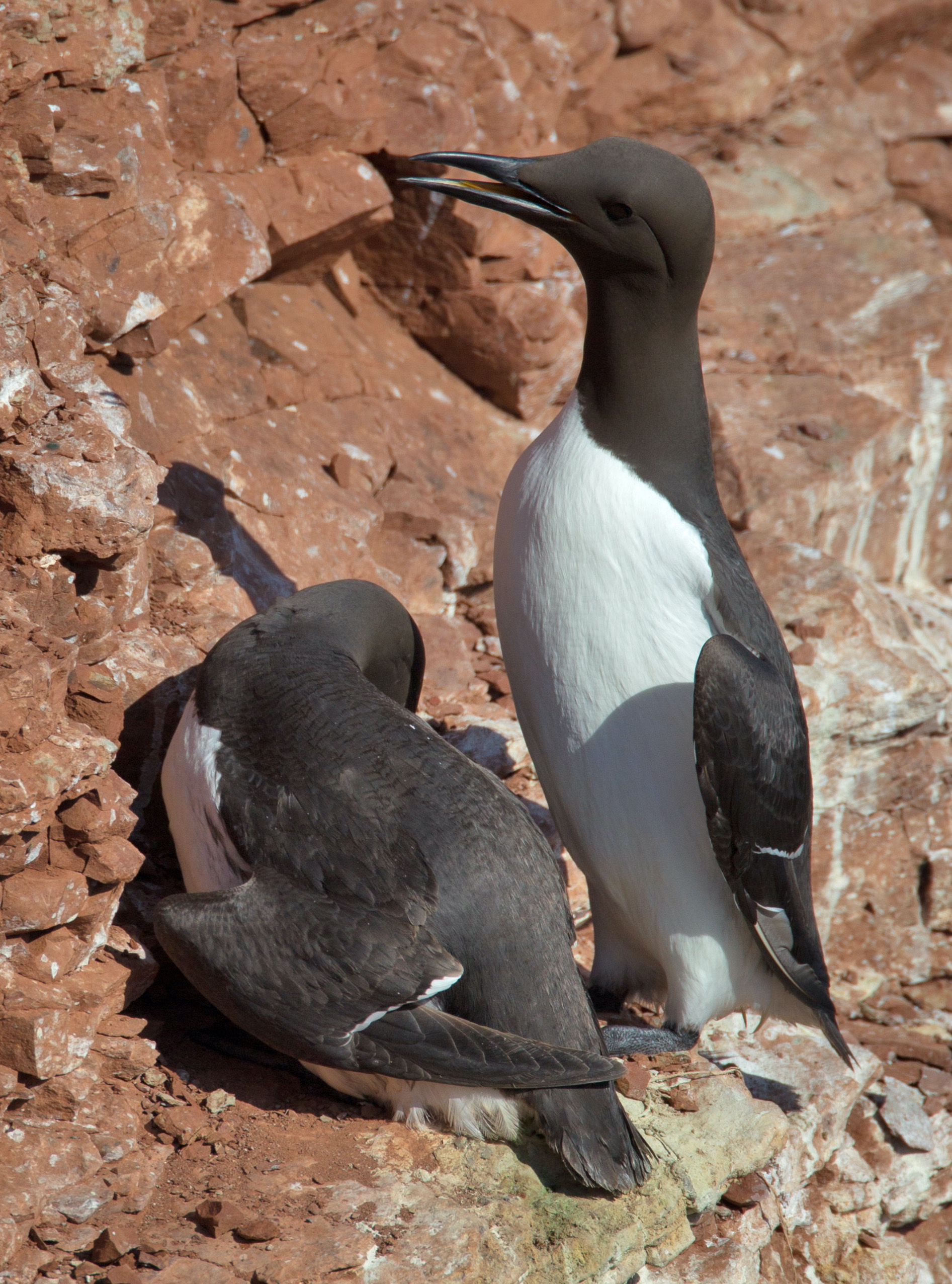
Zeekoetenkoppel op de Lummenfelsen.
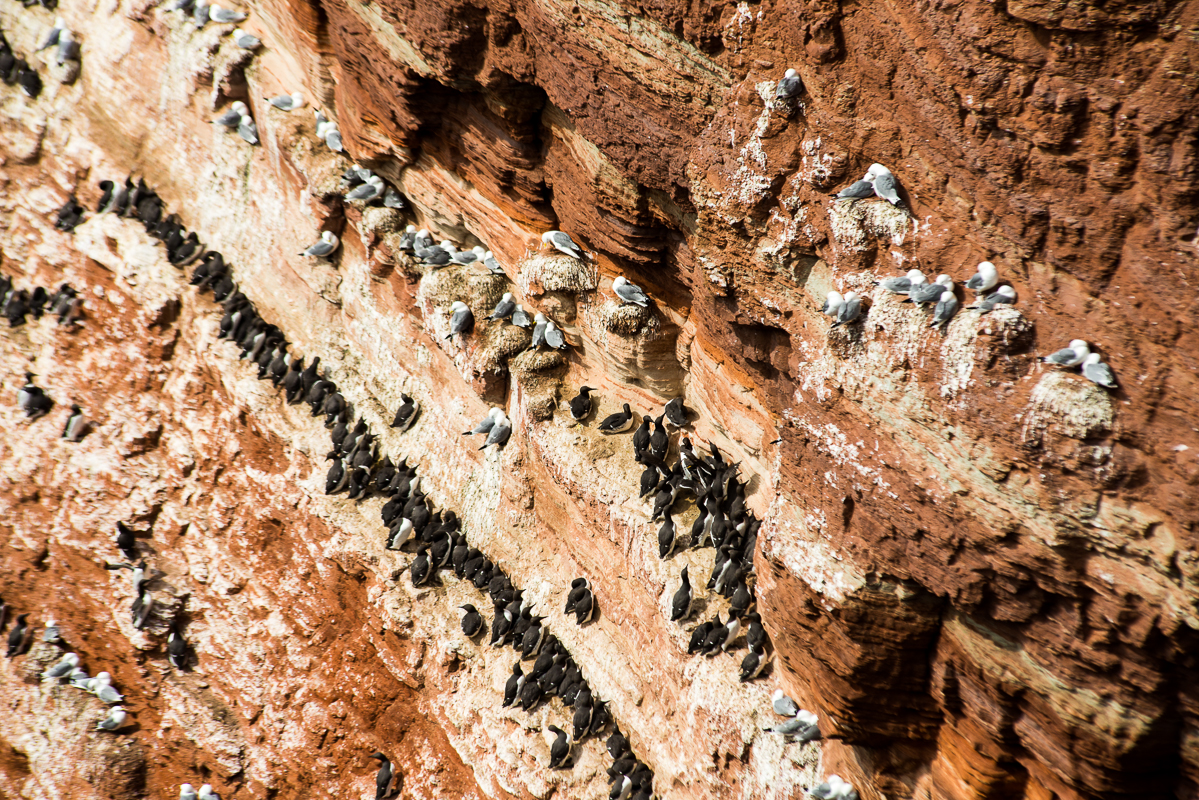
Zeekoeten en drieteenmeeuwen broeden op de smalle richels van kliffen.
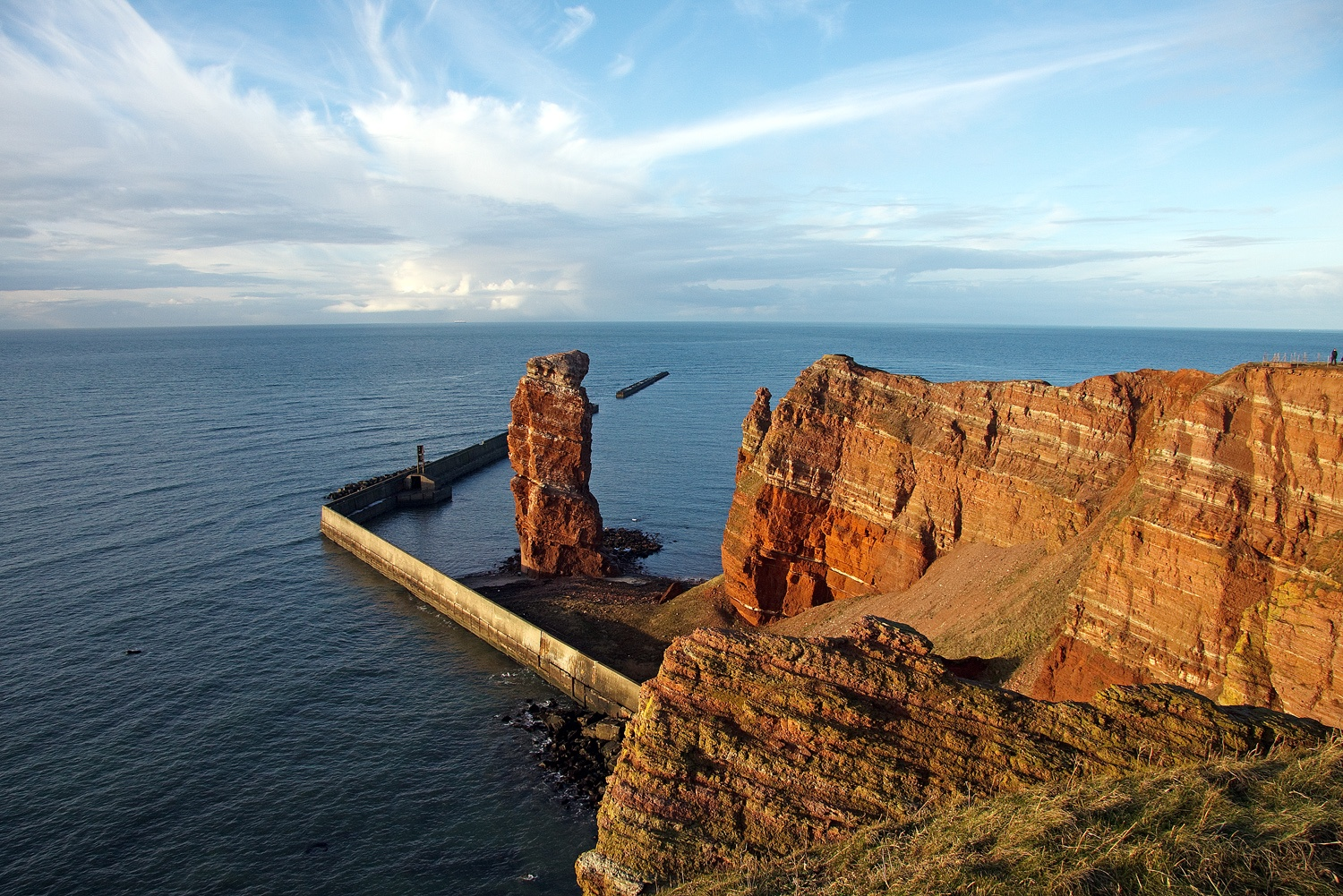
Uitzicht op de "Lange Anna" vanaf de Lummenfelsen.
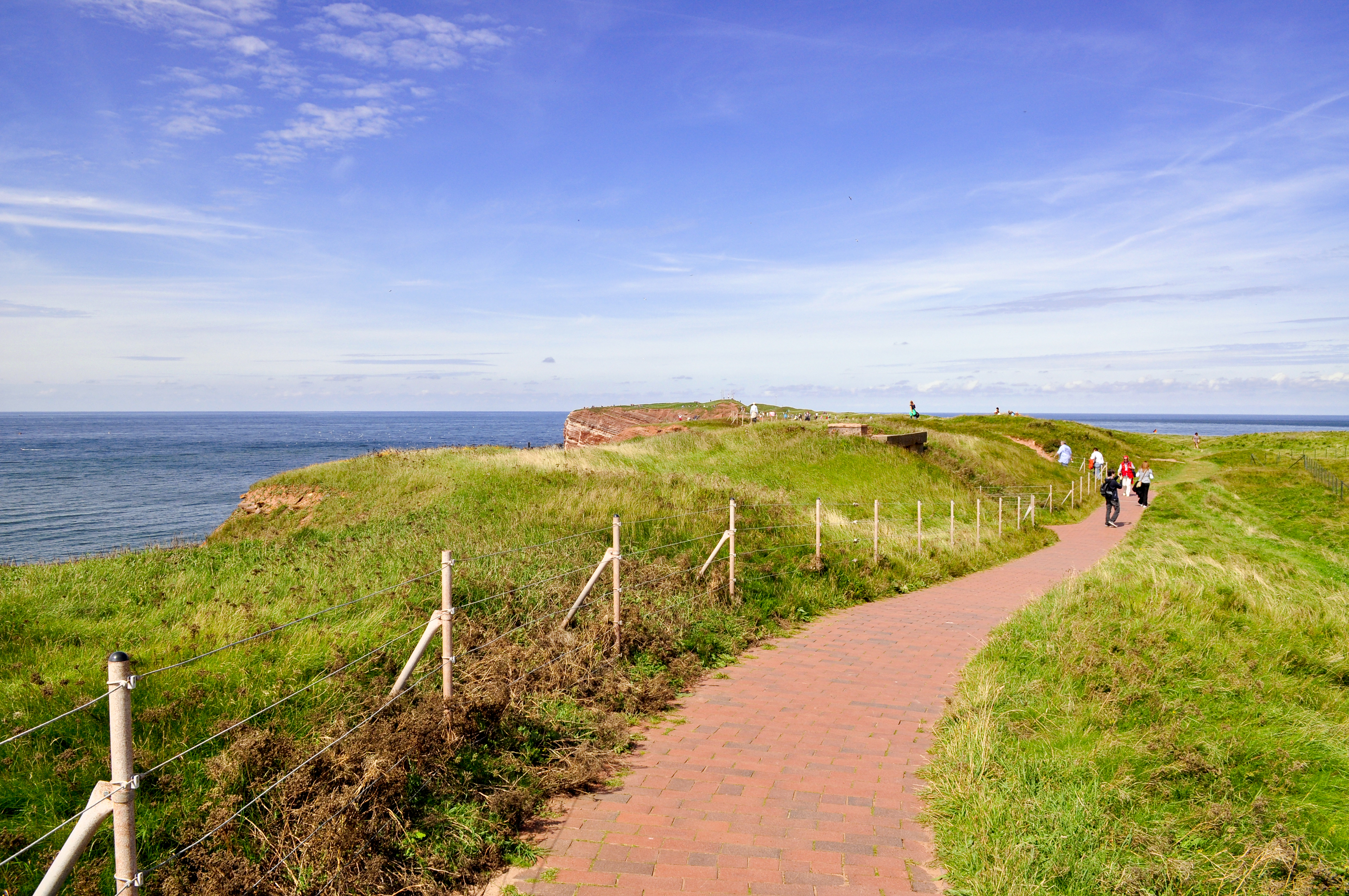
De Klippenrandweg langs de Lummenfelsen.
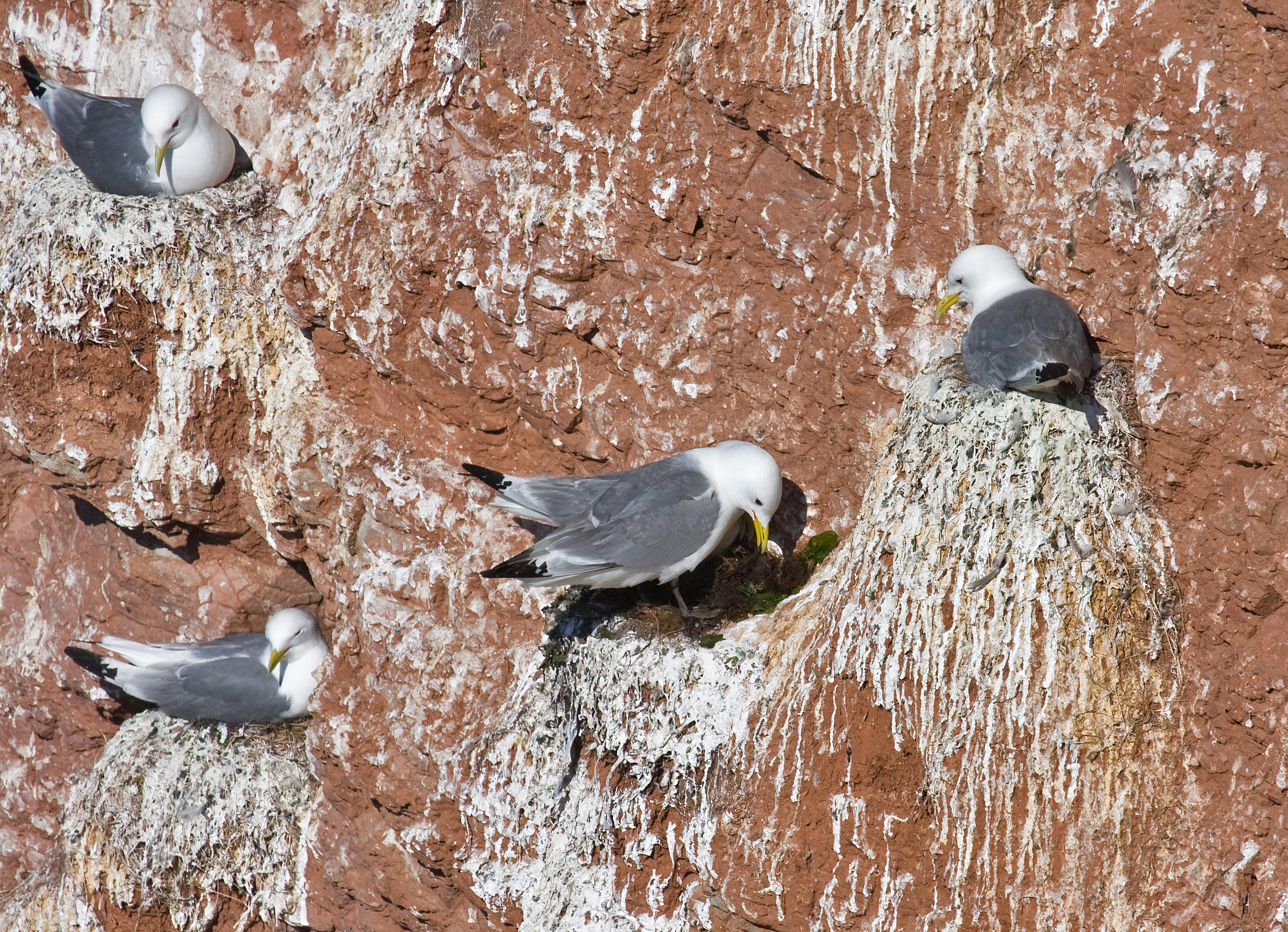
Drieteenmeeuw op het nest.
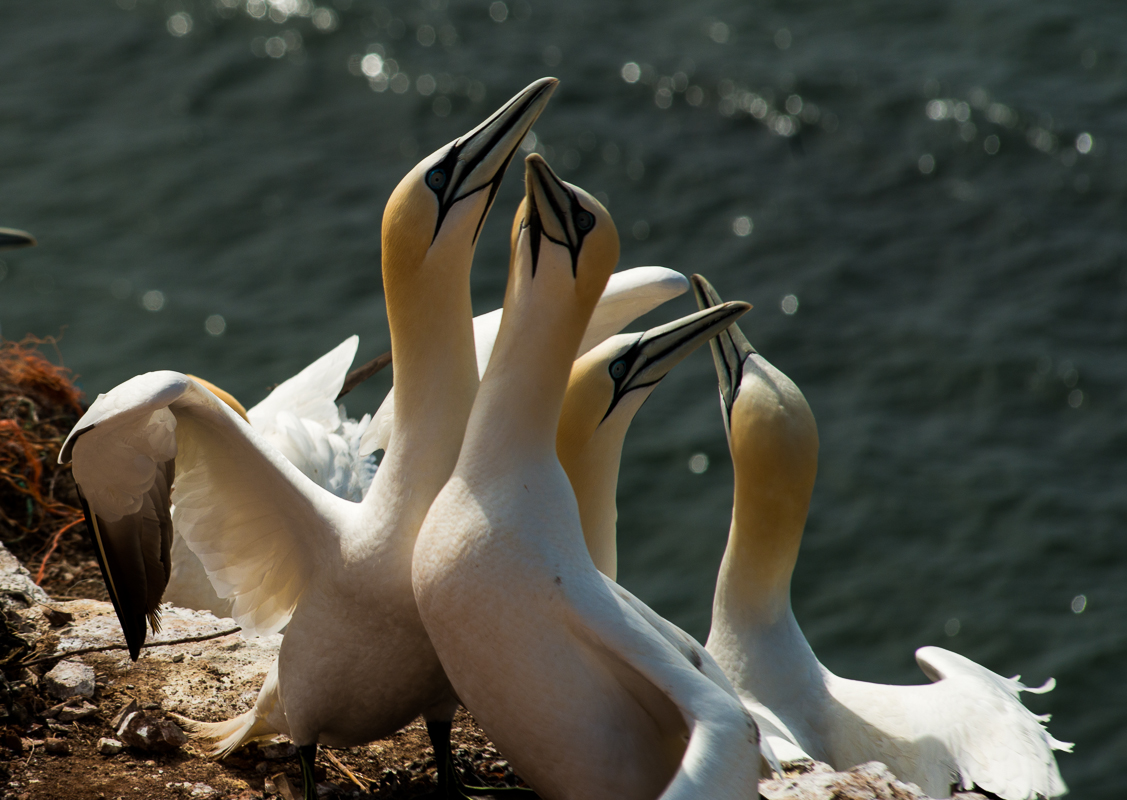
Baltsend paatje jan-van-genten.
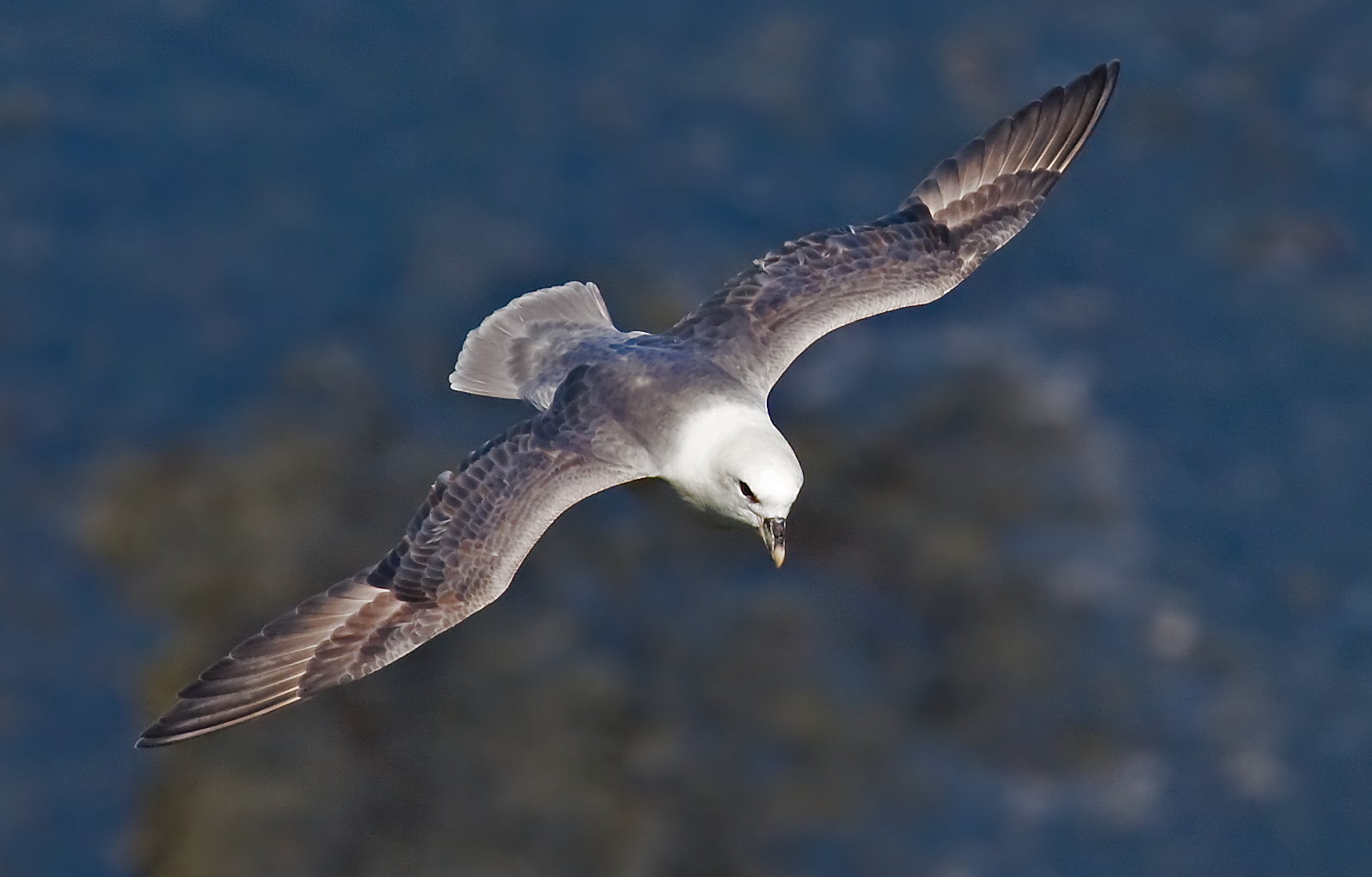
Noordse stormvogel op Helgoland.